# Buena Vista International
Buena Vista International (abreviat BVI) este o societate de distribuție cinematografică, parte a Buena Vista Entertainment, divizia de distribuție a companiei multinaționale The Walt Disney Company. BVI a fost creată în 1961 și operează în afara teritoriului american. 
Echivalentul ei american este Buena Vista Distribution, care se ocupă de distribuția de filme în Statele Unite ale Americii și Canada). 
Începând cu anul 1993, Buena Vista distribuie la nivel internațional exclusiv producții de film Walt Disney Pictures, deși înainte distribuia și alte genuri de producții cinematografice.
Buena Vista International este societatea cea mai profitabilă din cinematografia mondială actuală, aducând venituri de peste un miliard de dolari pe an, de la mijlocul aniilor 1990.